# 곤여전도

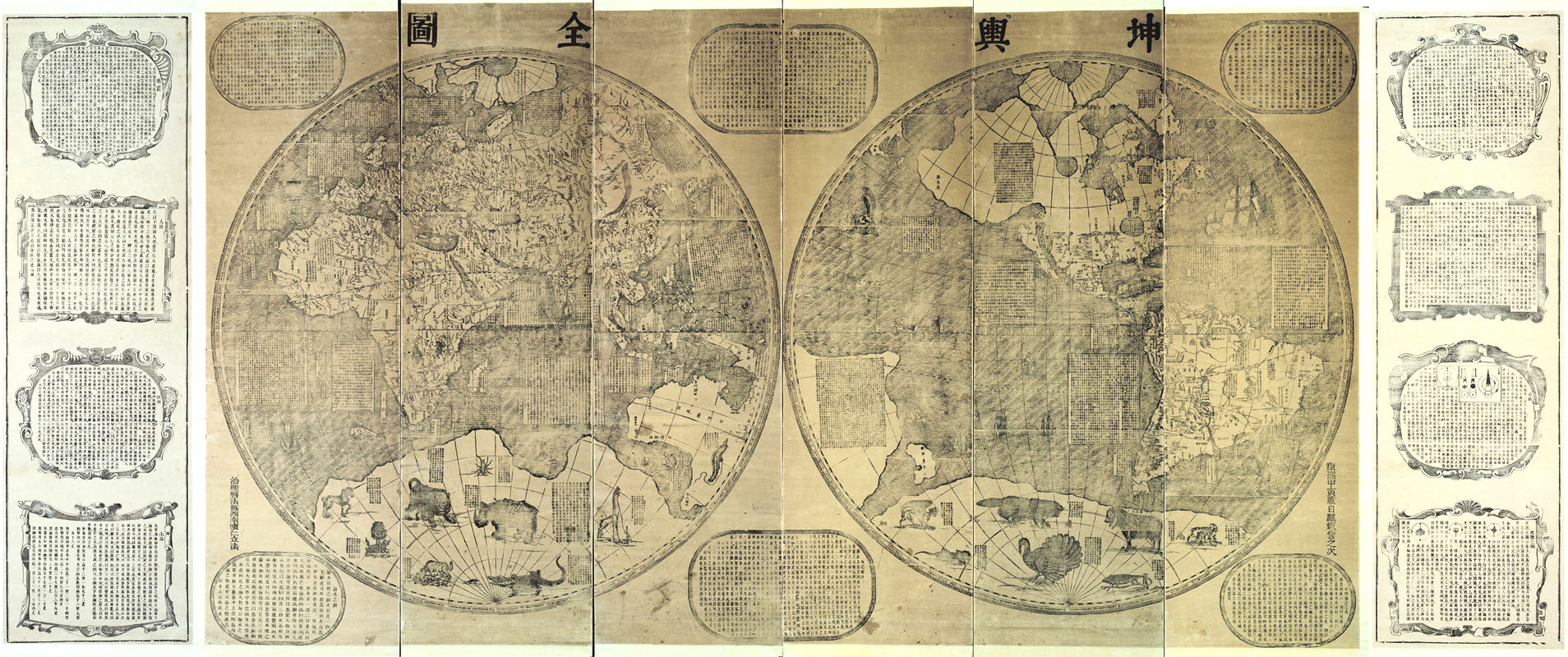
곤여전도

〈곤여 전도〉(坤輿全圖)는 벨기에 출신 예수회 선교사 페르디난트 페르비스트가 평사도법(平射圖法)으로 동반구와 서반구를 나누어 그린 최초의 양반구형 세계지도이다. 마테오 리치가 만든 타원형식 도법의 〈곤여만국전도〉와는 다르며, 현재 〈곤여전도〉는 숭실대학교 한국기독교박물관에 소장되어 있으며, “곤여전도 목판”은 서울대학교 규장각에 소장되어 있다.

## 역사
〈곤여전도〉는 원래 1674년 페르비스트가 북경에서 그 초판을 제작·출판하였다. 1856년에 광동(廣東)에서 재판이 간행되었다. 1674년에 제작된 〈곤여전도〉는 1721년 북경에 사신으로 다녀온 유척기가 들여왔다. 한국에는 현재 〈곤여전도〉는 숭실대 한국기독교박물관에 중국 북경판이 8폭 병풍으로 제작된 것이 남아 있고, 규장각에는 설명부를 제외한 지도 부분 6개의 목판이 남아 있다. 이것은 1674년에 제작된 원본은 아니며, 1856년의 중국 광동 판을 바탕으로 조선에서 다시 제작한 것이다.

## 목판 지도
이 지도는 목판본이기 때문에 널리 보급되었으며 현재도 상당수 전해지고 있다. 그뿐만 아니라 목판 자체도 설명문을 제외한 지도 부분이 보물 제882호로 지정되어 서울대학교 규장각에 보존되어 있다. 규장각에 보관되어 있는 곤여전도 목판은 페르비스트가 1674년 북경에서 판각한 〈곤여전도〉를 바탕으로 주기 위치가 약간 변경되었을 뿐 내용은 그대로 두고 1860년(철종 11년)에 다시금 펴낸 것이다. 목판은 3쪽 양면으로 된 6판면이다. 그러나 서반구와 동반구가 들어 있는 지도 부분은 완전히 남아 있는 반면, 양쪽에 지진, 인물, 강과 하천, 산악 등에 대한 해설 부분의 목판이 빠져 있다. 목판 1폭의 크기는 가로 68.7센티미터, 세로 177.5센티미터이고, 지도 부분은 가로 51센티미터, 세로 144센티미터이다.

## 형식
모두 8폭이며, 각 폭의 가로×세로 크기는 196.0×48.0cm이다. 지도는 6폭으로 구성되어 있다. 양반구도가 각각 3폭씩에 걸쳐 표현되어 있고, 1폭과 8폭에 남북극, 지구형체, 지진, 인물, 강산 등 천문·자연 지리적 설명문이 있다. 남방 대륙과 대양주는 양반구도에 모두 걸쳐져 있으며, 남북아메리카는 2~4폭의 서반구에, 아시아 유럽 아프리카 대륙은 5~7폭의 동반구에 들어 있다. 지도 여백에 〈회입곤여만국전도〉에서처럼 상상의 동물과 탐험선 등이 그려져 있는 것이 특징이다. 각 대륙별로 간단한 색(色)을 넣어 효과를 노린 점도 특이하다.

## 시각적인 효과
양반구도로 되어 있는 〈곤여전도〉는 지구가 둥글다는 사실을 시각적으로 이해할 수 있도록 하는 장점이 있었다. 그뿐만 아니라 중원 대륙이 세계의 중심이라는 지리적 중화관을 전혀 찾아볼 수 없다는 부분에서도 시각적인 효과가 확인된다. 〈곤여만국전도〉나 〈천하도지도〉와는 달리 〈곤여전도〉에서 동아시아는 동반구의 한쪽 귀퉁이에 자리잡고 있을 뿐이다.

## 같이 보기
- 곤여만국전도